# Prether Bachtal und Nebenbäche
Koordinaten: 50° 27′ 1″ N, 6° 24′ 56″ O
Das Naturschutzgebiet Prether Bachtal und Nebenbäche liegt auf dem Gebiet der Gemeinde Hellenthal im Kreis Euskirchen in Nordrhein-Westfalen.
Das aus sieben Teilflächen bestehende Gebiet erstreckt sich südwestlich des Kernortes Hellenthal und nördlich des Hellenthaler Ortsteils Udenbreth entlang des Prether Baches und seiner Nebenbäche. Unweit westlich verläuft die B 265 und die Grenze zu Belgien. Die Landesstraße L 17 verläuft östlich und die L 110 südlich.

## Bedeutung
Für Hellenthal ist seit 2005 ein 204,92 ha großes Gebiet unter der Kenn-Nummer EU-014 als Naturschutzgebiet ausgewiesen. Die Unterschutzstellung erfolgt insbesondere zur Erhaltung des Lebensraumes für viele, nach der Roten Liste der gefährdeten Pflanzen, Pilze und Tiere in Nordrhein-Westfalen gefährdete, bedrohte und seltene Tier- und Pflanzenarten.